# Bederita
La bederita és un mineral de la classe dels fosfats. Rep el nom en honor de Roberto Beder (16 de febrer de 1888 Zúric, Suïssa - 19 de novembre de 1930 Córdoba, Argentina) en reconeixement de les seves principals contribucions al desenvolupament de la mineralogia a l'Argentina.

## Característiques
La bederita és un fosfat de fórmula química Ca₂Mn²⁺₄Fe³⁺₂(PO₄)₆(H₂O)₂. És una espècie aprovada com a espècie vàlida per l'Associació Mineralògica Internacional i publicada per primera vegada el 1999. Cristal·litza en el sistema ortoròmbic. La seva duresa a l'escala de Mohs és 5.
Segons la classificació de Nickel-Strunz, la bederita pertany a «08.C - Fosfats sense anions addicionals, amb H₂O, amb cations de mida mitjana i gran, RO₄:H₂O > 1:1» juntament amb els següents minerals: grischunita, wicksita, tassieïta i haigerachita.

## Formació i jaciments
Va ser descoberta a la pegmatita El Peñón, al districte argentí de El Quemado, a Nevados de Palermo (Salta). Posteriorment també ha estat descrita a la pegmatita Angarf-South, a la localitat de Tazenakht, a la província d'Ouarzazate (Marroc). Es tracta dels dos únics indrets a tot el planeta on ha estat descrita aquesta espècie mineral.